# Конференція європейських конституційних судів
Конфере́нція європе́йських конституці́йних суді́в — організація, що існує з 1972 року й об‘єднує нині органи конституційної юрисдикції 37 європейських держав.
Діяльність Конференції спрямована на сприяння обміну досвідом в галузі конституційного правосуддя, забезпечення незалежності конституційних судів, утвердження принципів демократії та правової держави, а також підтримку постійних контактів між європейськими конституційними судами та органами з подібною юрисдикцією.

## Участь України
Конституційний Суд України отримав статус асоційованого члена Конференції європейських конституційних судів у травні 1999 року, а на Підготовчому засіданні до XII Конгресу в Брюсселі у жовтні 2000 року став її повноправним членом.